# Joseph Ludwig Raabe
Joseph Ludwig Raabe (Brody, Galícia, 15 de maio de 1801 — Zurique, 22 de janeiro de 1859) foi um matemático suíço.

## Vida
Como seus pais eram muito pobres, Raabe foi forçado a ganhar a vida desde muito cedo dando aulas particulares. Ele começou a estudar matemática em 1820 no Polytechnicum em Viena, Áustria. No outono de 1831, mudou-se para Zurique, onde se tornou professor de matemática em 1833. Em 1855, tornou-se professor do recém-fundado Polytechnicum Suíço.
Raabe é conhecido pela integral que recebeu o seu nome, utilizada para verificar a convergência e divergência de séries infinitas.
{\displaystyle \int \limits _{a}^{a+1}\log \Gamma (t)\,\mathrm {d} t={\tfrac {1}{2}}\log 2\pi +a\log a-a,\quad a\geq 0,}

## Trabalhos publicados
- Differential- und Integralrechnung (Zürich, 1839–1847)
- Mathematische Mitteilungen (2 volumes) (1857–1858)